# هنری کاتن (دکتر)
هنری اندروز کاتن (به انگلیسی: Henry Andrews Cotton)، (متولد ۱۸ مه ۱۸۷۶) یک روان‌پزشک آمریکایی و مدیر پزشکی بیمارستان ایالتی نیوجرسی در ترنتون (در حال حاضر بیمارستان روان‌پزشکی ترنتون) در ترنتون، نیوجرسی از سال ۱۹۰۷ تا ۱۹۳۰ بود.
او همراه با دستیارش باکتری‌شناسی جراحی تجربی را بر روی بیماران انجام داد. در این ایده درمانی او از روش‌هایی مانند کشیدن برخی یا همه دندان‌های بیماران و همچنین مواردی مانند برداشتن لوزه‌ها، طحال، روده بزرگ، تخمدان‌ها و سایر اندام‌ها استفاده کرد. این شیوه‌ها حتی زمانی که بررسی‌های دقیق آماری ادعاهای کاتن مبنی بر نرخ فوق‌العاده بالا در درمان بیماران را رد کردند هم ادامه پیدا کرد. روش ابداعی کاتن موجب مرگ بیماران فراوانی شد.